# Семипалатинська область (Казахстан)
Семипала́тинська о́бласть — колишня область у складі Казахської РСР та Казахстану.

## Географія
Більшість області займає східний край Казахського дрібносопковика і являє собою хвилясту рівнину з висотами 500—700 м. На південному сході простягається Тарбагатайський хребет висотою до 3 000 м, який відокремлює Зайсанську і Балхаш-Алакольську улоговини. На півдні простягається Приіртиська рівнина, яка є частиною Західносибірської низовини.
Клімат різко континентальний, пересічна температура січня складає -17°С, липня +21°С, атмосферних опадів випадає 300 мм на рік.
Північна частина області вкрита степом на чорноземних ґрунтах, і вона здебільшого розорана (головні культури — пшениця, ячмінь). Але в більшій частині області переважає пустельний степ.

## Господарство
Посівна площа в усій області становить (станом на 1972 рік) 1668 тис. га, у тому числі 1086 тис. га зернових та 527 тис. га кормових. Поголів'я худоби (станом на 1 січня 1974 року) становить: великої рогатої худоби — 494 тис., овець і кіз — 3324 тис., свиней — 178 тис., коней — 82 тис.
Промисловість зосереджена переважно у місті Семипалатинську.

## Історія
Семипалатинська область у складі Російської імперії була утворена 19 травня 1854 року. 11 грудня 1920 року вона була перетворена у Семипалатинську губернію.
Указом Президії Верховної Ради СРСР від 4 жовтня 1939 року область у складі Казахської РСР була утворена шляхом виділення зі Східноказахстанської області, при цьому обласний центр останньої був перенесений із Семипалатинська до Усть-Каменогорська. Тоді до його складу увійшли місто Семипалатинськ та 12 районів:
- Абралинський район
- Аксуатський район
- Аягузький район
- Бель-Агацький район
- Жана-Семейський район
- Жарминський район
- Кокпектинський район
- Маканчинський район
- Ново-Шульбинський район
- Урджарський район
- Чингістауський район
- Чубартауський район

У кінці 1939 року був утворений Чарський район. 1940 року Чингістауський район був перейменований у Абаївський, 1944 року Бель-Агацький район — в Бородуліхинський. Того ж року був також утворений Ново-Покровський район. 1953 року Абаївський район був перейменований в Абайський, був ліквідований Абралинський район. 1957 року був ліквідований Жана-Семейський район. 1959 року до складу області був переданий Бескарагайський район сусідньої Павлодарської області. 1962 року був ліквідований Бородуліхинський район.
1963 року райони були перетворені у сільські — Абайський, Аягузький, Бескарагайський, Бородуліхинський, Жарминський, Кокпектинський та Урджарський. Був також створений Чарський промисловий район, а місто Аягуз стало містом обласного підпорядкування. 1964 року був ліквідований Чарський промисловий район, відновлені Аксуатський та Чубартауський райони. 1966 року був відновлений Жанасемейський район, 1969 року — Маканчинський район, 1970 року — Новошульбинський район, 1972 року — Чарський район, 1980 року утворений Таскескенський район, 1990 року відновлений Абралинський район. 1996 року були ліквідовані Жана-Семейський та Таскескенський райони, 1997 року — Новошульбинський район.
16 грудня 1991 року область увійшла до складу незалежного Казахстану. 3 травня 1997 року вона була ліквідована, а територія увійшла до складу Східноказахстанської області.

## Населення
Населення області становило — 838 324 особи (1989; 736 000 у 1973-му, 714 000 у 1970-му, 520 000 у 1959-му, 408 000 у 1939-му, 326 000 у 1926-му). Станом на 1973 рік міське населення становило 47 %, з них у Семипалатинську — 35 %. Українці проживають у північних та північно-східних районах області.
| Народ    | Населення, осіб (1926) | %    | Населення, осіб (1959) | %    | Населення, осіб (1970) | %    |
| -------- | ---------------------- | ---- | ---------------------- | ---- | ---------------------- | ---- |
| Казахи   | 144900                 | 44,5 | 185900                 | 35,8 | 311600                 | 43,6 |
| Росіяни  | 125900                 | 38,6 | 235000                 | 42,2 | 292000                 | 40,6 |
| Українці | 30700                  | 9,4  | 17300                  | 3,3  | 18900                  | 2,7  |

За переписом 1970 року 52 % українців вважали за рідну мову російську.